# Josip Kalasancije Schlosser
Josip Kalasancije Schlosser - Klekovski (Jindřichov, Moravska, 25. siječnja 1808. – Zagreb, 27. travnja 1882.), hrvatski Prirodoslovac i liječnik češkoga podrijetla, smatra se osnivačem znanstvene botanike u Hrvatskoj. Nakon završetka medicine u Beču, došao je 1836. u Hrvatsku, gdje isprva radi kao privatni pa onda županijski liječnik u Križevcima (1844–54.) i Zagrebu (1854–61). 
Poznat je po istraživanjima biljnoga i životinjskoga svijeta Hrvatske, osobito hrvatske flore u suradnji s Lj. Vukotinovićem, s kojim objavljuje floristička djela: Pregled hrvatske flore (Syllabus florae Croaticae, 1843.), Malu ekskurzijsku floru za određivanje biljaka Bilinar (1873.) i fundamentalno djelo Hrvatska flora (Flora Croatica, 1869).
Bio je među prvim izabranim članovima JAZU, predstojnik matematičko-prirodoslovnoga razreda i prvi je predsjednik Hrvatskoga planinarskog društva (1874).
Ime Klekovski izabrao je za dodijeljeni naslov viteza 1867.